# راهاتونگودا
راهاتونگودا (به لاتین: Rahatungoda) یک منطقهٔ مسکونی در سری‌لانکا است که در استان مرکزی (سری‌لانکا) واقع شده‌است.